# Utricularia viscosa
Utricularia viscosa — вид рослин із родини пухирникових (Lentibulariaceae).

## Біоморфологічна характеристика
Стебла дуже клейкі. Віночок білий, верхня губа з пурпурним, смугасте горло.

## Середовище проживання
Цей вид має великий ареал у Центральній і північній Південній Америці (Бразилія, Французька Гвіана, Гаяна, Нікарагуа, Суринам; Тринідад і Тобаго; Венесуела).
Цей вид зазвичай росте на суші або у воді у вологій піщаній савані, але він також був зареєстрований в басейнах і повільних потоках; на висотах від 0 до 900 метрів.

## Використання
Вид культивується невеликою кількістю ентузіастів роду. Торгівля незначна.